# 2004-es strandlabdarúgó-világbajnokság
A 2004-es strandlabdarúgó-világbajnokság volt a 10. és egyben utolsó olyan világbajnokság, amit nem a FIFA szervezett. A tornát 2004. február 29. és március 7. között rendezték meg Brazíliában, Rio de Janeiróban. A világbajnok Brazília lett, immáron kilencedik alkalommal.

## Résztvevők
Rendező:
- Brazília (Dél-amerikai zóna)

Európai zóna
- Belgium
- Franciaország
- Németország
- Olaszország
- Portugália
- Spanyolország
- Svájc

Dél-amerikai zóna
- Argentína
- Peru
- Uruguay

Észak-amerikai zóna
- Egyesült Államok

## Eredmények

### Csoportkör
| Jelmagyarázat                 |
| ----------------------------- |
| Továbbjutott a csoportkörből. |
| Kiesett a csoportkörből.      |

#### A csoport
| Csapat      | M | Gy | D | V | G+ | G– | Gk  | P |
| ----------- | - | -- | - | - | -- | -- | --- | - |
| Brazília    | 2 | 2  | 0 | 0 | 22 | 2  | +20 | 6 |
| Svájc       | 2 | 1  | 0 | 1 | 5  | 12 | –7  | 3 |
| Németország | 2 | 0  | 0 | 2 | 2  | 13 | –11 | 0 |

| 2004. február 29. |

| Brazília | 10–2 | Németország |
| -------- | ---- | ----------- |
|          |      |             |

| Copacabana |

| 2004. március 1. |

| Svájc | 3–0 | Németország |
| ----- | --- | ----------- |
|       |     |             |

| Copacabana |

| 2004. március 2. |

| Brazília | 12–2 | Svájc |
| -------- | ---- | ----- |
|          |      |       |

| Copacabana |

#### B csoport
| Csapat        | M | Gy | D | V | G+ | G– | Gk | P |
| ------------- | - | -- | - | - | -- | -- | -- | - |
| Olaszország   | 2 | 2  | 0 | 0 | 5  | 3  | +2 | 6 |
| Franciaország | 2 | 1  | 0 | 1 | 10 | 7  | +3 | 3 |
| Peru          | 2 | 0  | 0 | 2 | 5  | 10 | –5 | 0 |

| 2004. február 29. |

| Olaszország | 3–2 | Franciaország |
| ----------- | --- | ------------- |
|             |     |               |

| Copacabana |

| 2004. március 1. |

| Olaszország | 2–1           | Peru |
| ----------- | ------------- | ---- |
|             | (büntetőkkel) |      |

| Copacabana |

| 2004. március 2. |

| Franciaország | 8–4 | Peru |
| ------------- | --- | ---- |
|               |     |      |

| Copacabana |

#### C csoport
| Csapat     | M | Gy | D | V | G+ | G– | Gk  | P |
| ---------- | - | -- | - | - | -- | -- | --- | - |
| Portugália | 2 | 2  | 0 | 0 | 17 | 2  | +15 | 6 |
| Uruguay    | 2 | 1  | 0 | 1 | 7  | 9  | –2  | 3 |
| Belgium    | 2 | 0  | 0 | 2 | 5  | 18 | –13 | 0 |

| 2004. február 29. |

| Uruguay | 6–4 | Belgium |
| ------- | --- | ------- |
|         |     |         |

| Copacabana |

| 2004. március 1. |

| Portugália | 12–1 | Belgium |
| ---------- | ---- | ------- |
|            |      |         |

| Copacabana |

| 2004. március 2. |

| Portugália | 5–1 | Uruguay |
| ---------- | --- | ------- |
|            |     |         |

| Copacabana |

#### D csoport
| Csapat           | M | Gy | D | V | G+ | G– | Gk | P |
| ---------------- | - | -- | - | - | -- | -- | -- | - |
| Spanyolország    | 2 | 2  | 0 | 0 | 10 | 2  | +8 | 6 |
| Argentína        | 2 | 1  | 0 | 1 | 6  | 8  | –2 | 3 |
| Egyesült Államok | 2 | 0  | 0 | 2 | 2  | 8  | –6 | 0 |

| 2004. február 29. |

| Spanyolország | 4–0 | Egyesült Államok |
| ------------- | --- | ---------------- |
|               |     |                  |

| Copacabana |

| 2004. március 1. |

| Argentína | 4–2 | Egyesült Államok |
| --------- | --- | ---------------- |
|           |     |                  |

| Copacabana |

| 2004. március 2. |

| Spanyolország | 6–2 | Argentína |
| ------------- | --- | --------- |
|               |     |           |

| Copacabana |

### Egyenes kieséses szakasz

#### Negyeddöntők
| 2004. március 3. |

| Brazília | 7–2 | Argentína |
| -------- | --- | --------- |
|          |     |           |

| Copacabana |

| 2004. március 3. |

| Portugália | 6–3 | Franciaország |
| ---------- | --- | ------------- |
|            |     |               |

| Copacabana |

| 2004. március 4. |

| Spanyolország | 5–4 | Svájc |
| ------------- | --- | ----- |
|               |     |       |

| Copacabana |

| 2004. március 4. |

| Olaszország | 4–1 | Uruguay |
| ----------- | --- | ------- |
|             |     |         |

| Copacabana |

#### Elődöntők
| 2004. március 5. |

| Brazília | 7–2 | Portugália |
| -------- | --- | ---------- |
|          |     |            |

| Copacabana |

| 2004. március 5. |

| Spanyolország | 3–1 | Olaszország |
| ------------- | --- | ----------- |
|               |     |             |

| Copacabana |

#### Bronzmérkőzés
| 2004. március 6. |

| Portugália | 5–1 | Olaszország |
| ---------- | --- | ----------- |
|            |     |             |

| Copacabana |

#### Döntő
| 2004. március 7. |

| Brazília | 6–4 | Spanyolország |
| -------- | --- | ------------- |
|          |     |               |

| Copacabana |

| A 2004-es strandlabdarúgó-világbajnokság győztese |
| ------------------------------------------------- |
| BRAZÍLIA 9. cím                                   |

## Különdíjak

### Gólkirály
| Hely | Játékos             | Gólok |
| ---- | ------------------- | ----- |
| 1    | Madjer (Portugália) | 12    |

### Legjobb játékos
| Játékos             |
| ------------------- |
| Jorginho (Brazília) |

### Legjobb kapus
| Játékos                         |
| ------------------------------- |
| Roberto Valeiro (Spanyolország) |

## Külső hivatkozások
- rsssf.com (angolul)